# Chiesa del Santo Spirito (Palermo)

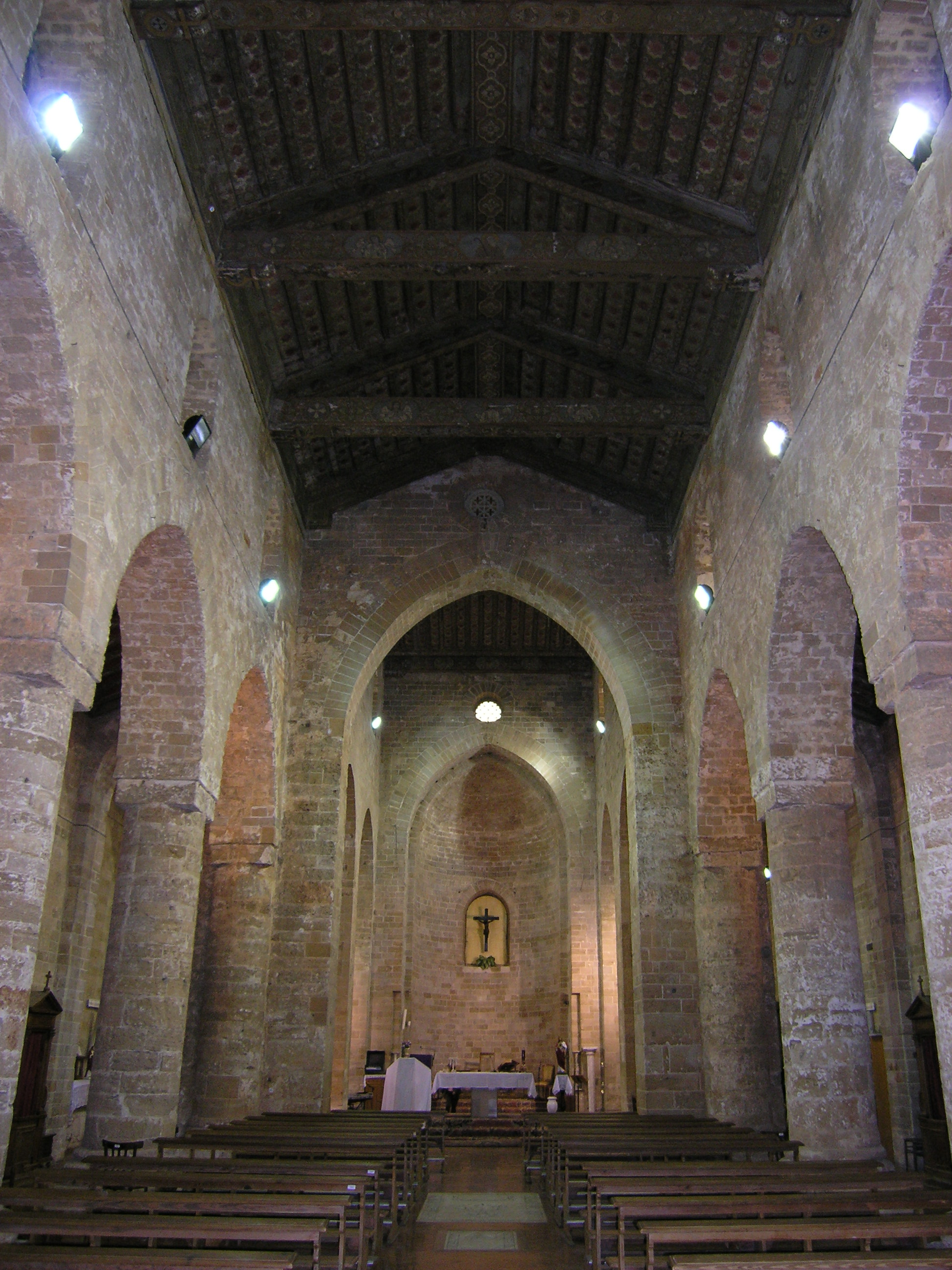
La navata centrale.

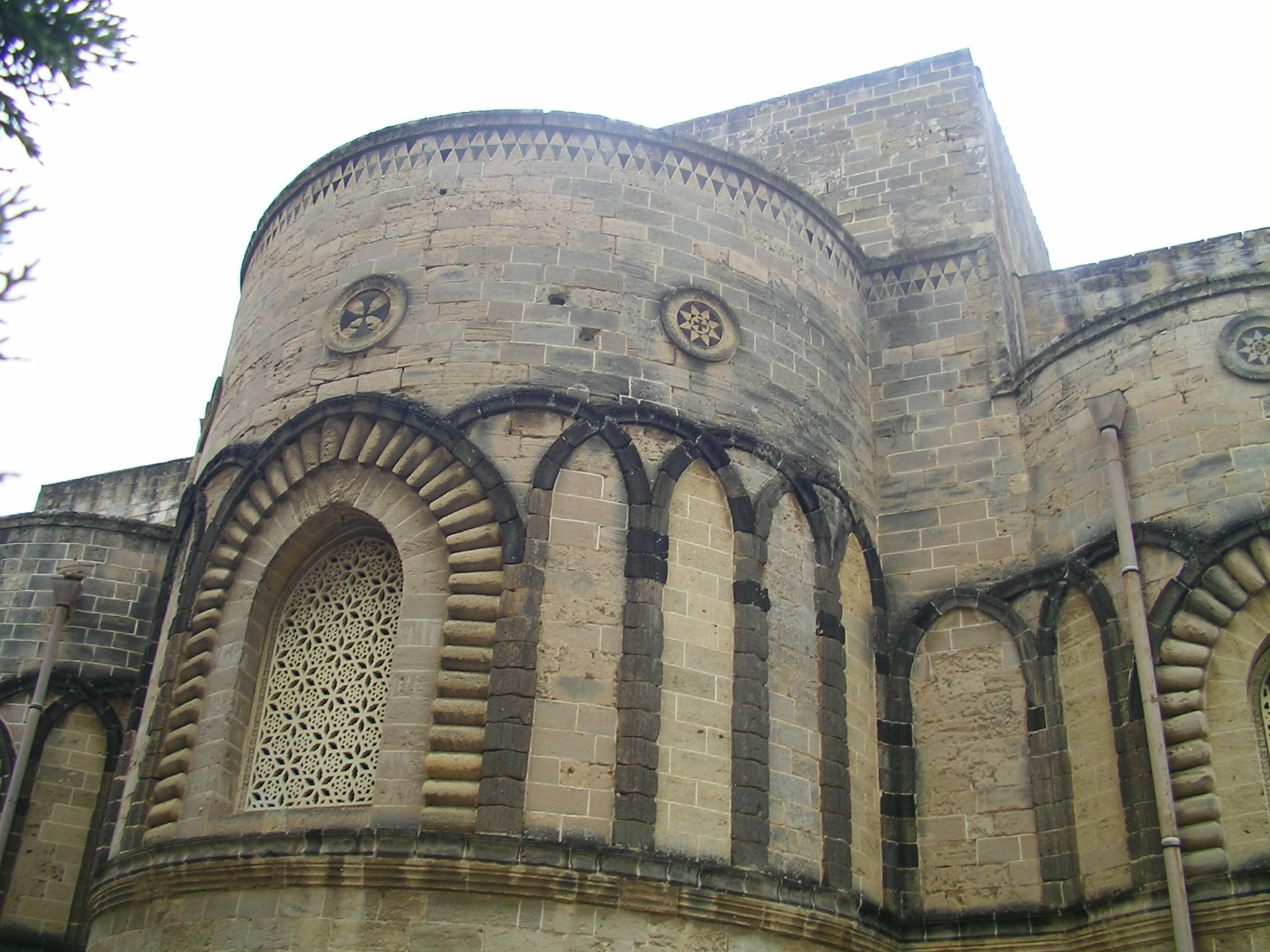
Le absidi, esterno.

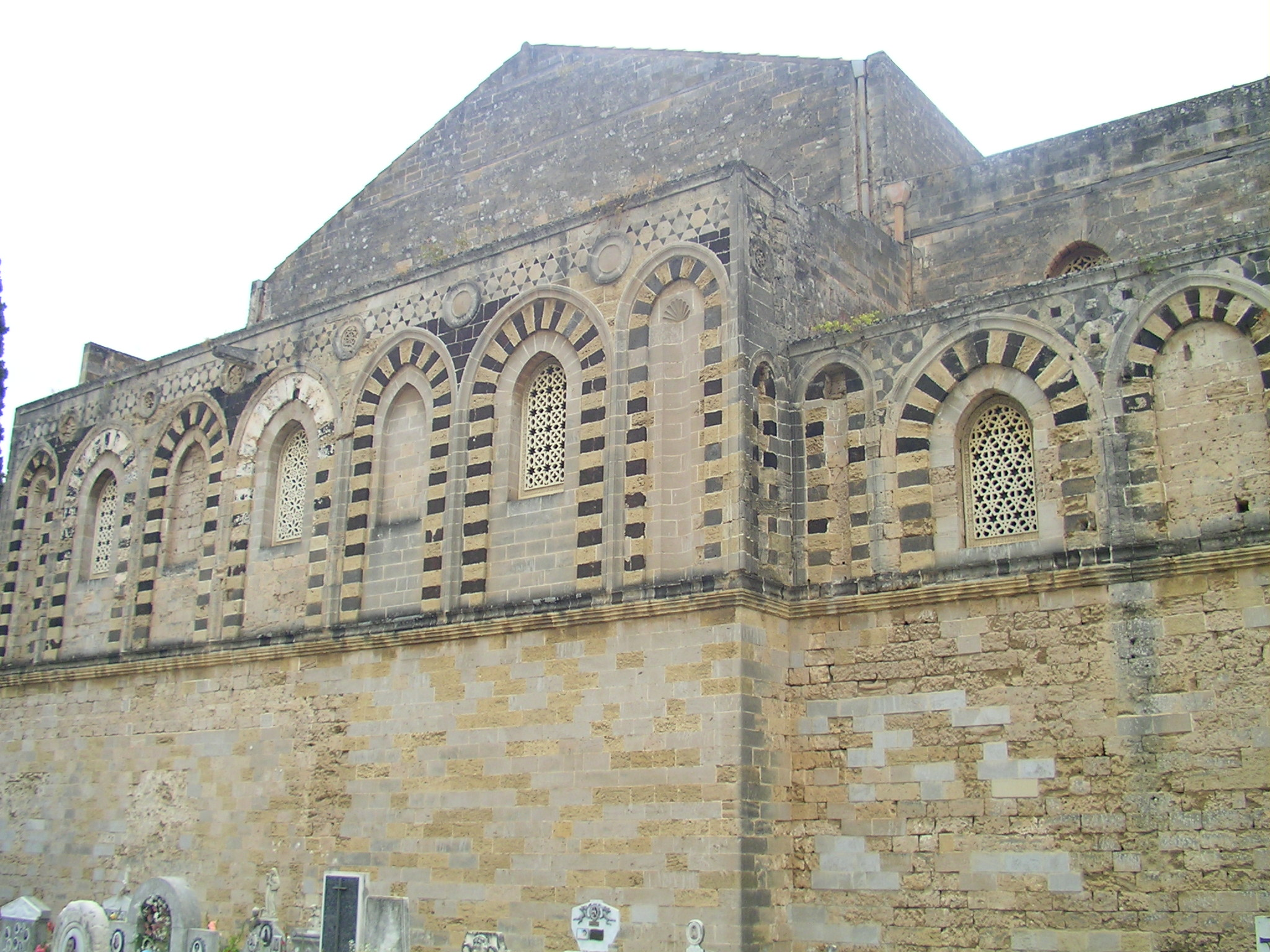
Prospetto laterale.

La chiesa del Santo Spirito, popolarmente detta chiesa del Vespro, è una chiesa normanna di Palermo, già abbazia cistercense. La chiesa si trova all'interno del cimitero di Sant'Orsola.

## Storia
- Tra il 1173 ed il 1178 la regina Margherita di Navarra e di Sicilia finanziò il vescovo Gualtiero Offamilio nella costruzione del tempio per affidarlo ai monaci dell'Ordine cistercense, filiazione di Sambucina, linea Clairvaux.
- 1179, Consacrazione.
- 1282 30 marzo, Vespri Siciliani.[4] Davanti alla chiesa il lunedì di Pasqua nell'ora del vespro ha inizio la sommossa popolare dei Palermitani contro gli Angioini. Da allora il complesso abbaziale è noto come Santo Spirito del Vespro.
- ?, Caduta in Commenda in data imprecisata, la comunità monastica comincia a declinare.
- 1516, L'abbazia è affidata da Papa Leone X all'Ospedale Grande e Nuovo di Palermo, il tempio è assegnato all'Ordine di Sant'Agostino.
- 1573, Il luogo di culto rientra nelle disponibilità della Congregazione olivetana della chiesa di Santa Maria dello Spasimo.

Le nuove fortificazioni della cinta difensiva di Palermo imposero il trasferimento della comunità olivetana dalle strutture della Kalsa, identica sorte seguiranno il dipinto lo Spasimo di Sicilia e il monumentale aggregato marmoreo che la ospitava. Entrambi i capolavori saranno alloggiati nella Cappella del Santissimo Sacramento dopo l'iniziale ostensione del dipinto sull'altare maggiore in seguito al trasferimento processionale guidato dall'arcivescovo Giacomo Lomellino Del Canto. Nel 1661 il quadro è ceduto a Filippo IV di Spagna (Filippo III di Sicilia) grazie all'intermediazione del viceré di Sicilia Ferdinando d'Ayala, conte d'Ayala, condotta da Giovanni Dies. Quest'ultimo per accattivarsi il favore del viceré e aspirare alle toghe perpetue, in particolare a quella di "Uditore degli Eserciti", approfitta degli attriti tra l'abate del monastero, padre Clemente Staropoli e i monaci. Operazione non priva quindi del reciproco tacito scambio di agevolazioni, di favori e interessi.
Per motivi logistici un ulteriore trasferimento vede gli olivetani trasferirsi presso le strutture della chiesa di San Giorgio in Kemonia (1745 - 1747), determinando di fatto, il completo abbandono dell'aggregato monumentale del «Vespro».
Nel 1782, assenti i gesuiti da Palermo cacciati cinque anni prima in seguito alla soppressione della Compagnia di Gesù, l'altare di Antonello Gagini è disassemblato per essere destinato alla chiesa del Collegio dei Padri Gesuiti sul Cassaro, per essere ricomposto nella Cappella di San Luigi Gonzaga. L'altare privo dei sei tondi laterali, presentava al posto del dipinto di Raffaello, l'icona marmorea raffigurante San Luigi Gonzaga, opera di Ignazio Marabitti.
- 1882, Gli interventi di restauro Giuseppe Patricolo rimuovono le aggiunte nei secoli XVI - XVIII secolo.

## Architettura
La chiesa è ubicata sulla sponda sinistra del fiume Oreto. L'architettura segue modelli anglo-normanni. L'impianto è a tre navate con sei colonne, otto archi e cappellone maggiore opera di Antonello Gagini.
L'esterno della chiesa si presenta con combinazioni policrome ottenute dall'alternanza di conci di tufo e lava, che compongono delicate geometrie, una contaminazione di stili arabo-normanno e gotico. Gli esterni delle absidi si presentano con finestre con cornici bugnate, intrecci di nervature, alte arcate ogivali e grata dai motivi arabeggianti. I prospetti laterali presentano decori con tarsie laviche nella realizzazione delle arcate cieche.
Al suo interno si può ammirare un bellissimo crocifisso ligneo attribuito al Maestro del Polittico di Trapani e risalente alla prima metà del XV secolo.
- Abside minore destra: Cappella di Santa Maria del Riposo. La primitiva Cappella Ansaloni, manufatto marmoreo opera di Antonello Gagini e bottega del 1528,[10] segue le sorti della Cappella Basilicò e dello Spasimo di Sicilia. Gran parte dei numerosi elementi con la custodia e la statua di Santa Maria del Riposo[11] trovano una nuova collocazione. Nel 1745 - 1747 con l'ulteriore trasferimento della comunità è realizzata una copia del simulacro da collocare nella chiesa di San Giorgio in Kemonia mentre l'originale è trasferito nella Galleria regionale della Sicilia di Palazzo Abatellis.
- 1783, L'altare dello Spasimo ulteriormente disassemblato, costituirà fino ai primi decenni del XX secolo l'apparato monumentale della Cappella di San Luigi Gonzaga della chiesa di Santa Maria della Grotta al Cassaro aggregata al Collegio Massimo dei gesuiti.[6]

## Monastero di Santo Spirito
- 1178, Fondazione del monastero[4] per opera di Gualtiero Offamilio e il riconoscimento di Guglielmo II di Sicilia concesso all'Ordine Cistercense filiale dell'Abbazia di Santa Maria della Sambucina.[12] Cospicue donazioni di Re Guglielmo II il Buono e di sua madre Margherita di Navarra arricchirono il patrimonio del monastero. Privilegi reali lo dotano dei feudi di Altopiano, Baucina, Raisivito, Catuso e Randino in seguito passati all'Ospedale Grande e Nuovo.
- 1469, Restauri.[8]
- 1573, Assegnato alla Congregazione olivetana, vi si trasferisce tutto il personale presente presso la chiesa e il monastero di Santa Maria dello Spasimo.[8] Nuovi disegni tattico - militari e l'insalubrità del monastero alla Kalsa impongono il trasferimento. Lo spostamento determina il trasloco dell'opera Spasimo di Sicilia.
- 1782, Distrutto su ordine del viceré Domenico Caracciolo per creare il cimitero.

### Ospedale di Santo Spirito
Ospedale e lazzaretto di contagio. L'ospizio e le strutture ospedaliere sono dismesse in seguito all'aggregazione con l'Ospedale Grande e Nuovo.

## Cimitero di Sant'Orsola
- 1782, Cimitero o campo santo eretto per decreto del Viceré di Sicilia Domenico Caracciolo su disegno Francesco di Alessandro.[16] denominato Cimitero di Santo Spirito o Cimitero di Sant'Orsola, in quanto affidato alla nobile Compagnia di Sant'Orsola.